# Nabonid-Chroniken

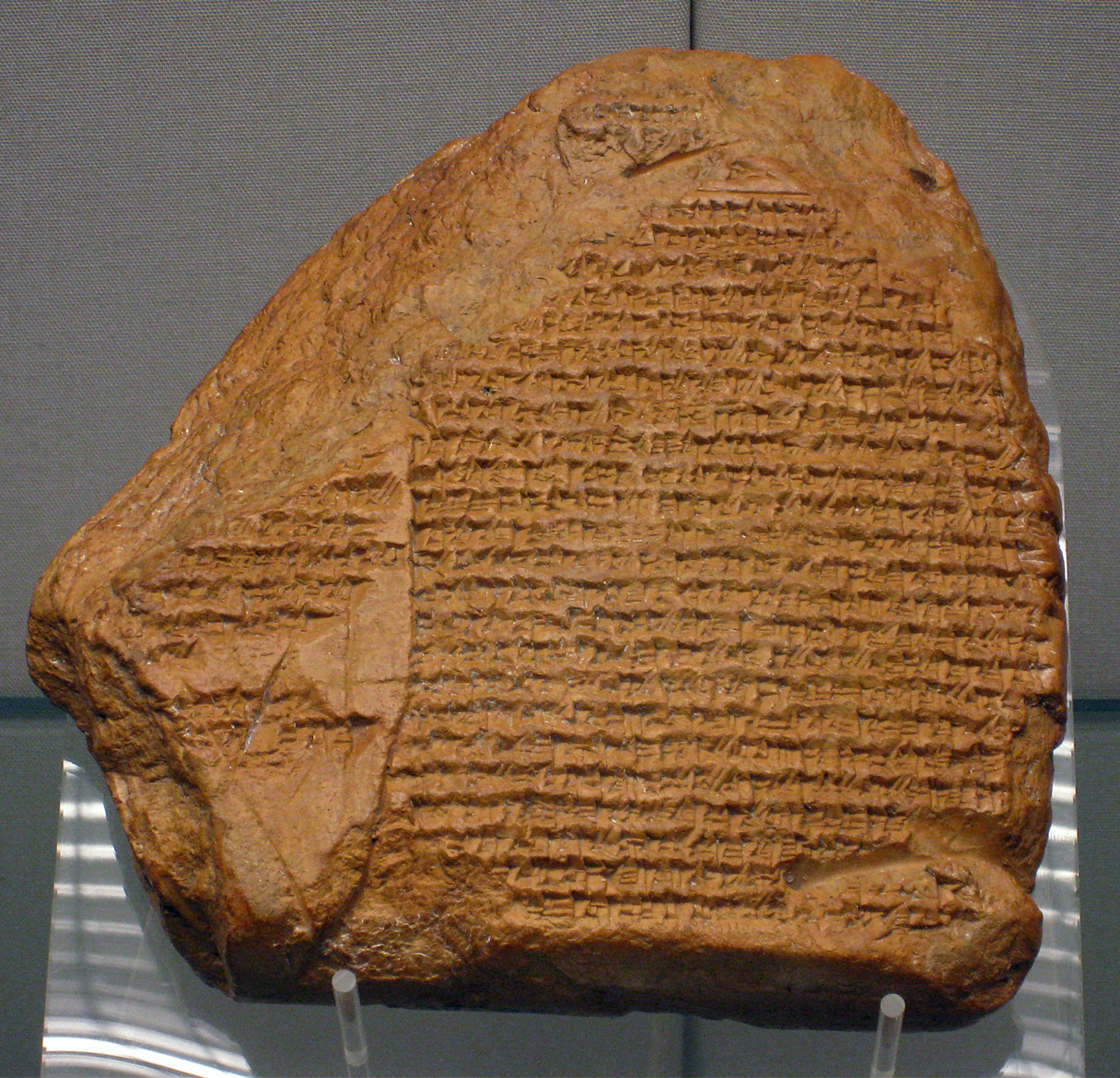
Die Nabonid-Chroniken

Die Nabonid-Chroniken beschreiben die Tätigkeiten von Nabonid, dem letzten König des neubabylonischen Reichs, in den 17 Jahren seiner Regierung.
Die Chronik ist durch den Text in Keilschrift auf einer Tontafel überliefert, die das British Museum (Inv. Nr. ME 35382) 1879 in London im Kunsthandel erwarb. Der genaue Herkunftsort ist unbekannt, jedoch wird angenommen, dass sie aus Babylon kommt.